# نسل‌کشی روهینگیا
نسل‌کشی روهینگیا مجموعه‌ای از آزار و اذیت‌های مداوم دولت میانمار علیه مردم مسلمان روهینگیا است که از دو مرحله تشکیل شده‌است، مرحله اول که در اکتبر سال ۲۰۱۶ آغاز شد و در ژانویه سال ۲۰۱۷ به پایان رسید و مرحله دوم که در اوت ۲۰۱۷ آغاز شد و از آن زمان تا کنون ادامه دارد. این بحران بیش از یک میلیون روهینگیایی را مجبور به فرار به کشورهای همسایه کرده‌است.
از این کشتار در رسانه‌های ایرانی با عنوان نسل‌کشی مسلمانان میانمار نیز یاد می‌شود. همچنین برآورد می‌شود که دستکم ۶۰۰ هزار نفر از مسلمانان روهینگیا تاکنون به بنگلادش فرار کرده‌اند.
میانمار چندین سال است که درگیر شورش‌هایی است که یکی از علل اصلی آن اختلاف میان مسلمانان و بوداییان است. اغلب مسلمانان روهینگیا در اردوگاه‌های استان راخین زندگی می‌کنند و بدون اجازه دولت مرکزی اجازه خروج از استان راخین را ندارند. روهینگیایی‌ها شهروند میانمار محسوب نمی‌شوند چراکه هنگامی که در سال ۱۹۶۲ میلادی نظامیان از طریق یک کودتا قدرت را در میانمار به دست گرفتند، همه شهروندان ملزم به داشتن کارت شناسایی ملی شدند اما به روهینگیایی‌ها فقط کارت هویتی داده شد که آنان را «خارجی» معرفی می‌کرد و در نتیجه امکان تحصیل و کار آنان را محدود می‌کرد.
آنگ سان سوچی، رهبر دولت میانمار روز پنجشنبه اعلام کرد که دولت این کشور نهایت تلاش خود را خواهد کرد تا از همه در ایالت بحران زدهٔ راخین محافظت کند. سوچی ادعا کرد عاملان خشونت‌ها در راخین مجازات می‌شوند و روستاهای مسلمان‌نشین تحت تأثیر خشونت‌ها نبوده‌اند. او از دیپلمات‌ها خواست تا به راخین بیایند و ببینند. مشاور امنیت ملی آنگ سان سوچی گفت آنهایی که از کشور گریخته‌اند می‌توانند به میانمار بازگردند اما این روند باید به بحث گذاشته شود.
اگرچه او به‌طور مشخص به آوارگی اقلیت روهینگیا اشاره نکرد اما در جریان بازدید نارندرا مودی، نخست‌وزیر هند با اشاره به اینکه قصد دارد برخی از توصیه‌های کوفی عنان را هر چه سریعتر به اجرا بگذارد گفت که دولتش در تلاش است تا از همه محافظت کند. او گفت: «ما باید از شهروندانمان مراقبت کنیم، ما باید از هرکسی که در این کشور است محافظت کنیم؛ خواه شهروند ما باشند و خواه نباشند. این وظیفه ماست و در تلاش خواهیم بود آن را به بهترین نحو انجام دهیم. ما می‌خواهیم به این اطمینان برسیم که همه در حمایت قانون هستند.»
درپی افزایش خشونتها در ایالت راخین بسیاری از منتقدان در سراسر جهان آنگ سان سوچی را متهم کردند که در قبال آنچه بر جامعه ۱٫۱ میلیون نفری مسلمانان روهینگیا می‌گذرد، سکوت کرده‌است. حتی برخی از منتقدان خواسته‌اند جایزه صلح نوبل که در سال ۱۹۹۱ میلادی به او به عنوان قهرمان دموکراسی اعطا شد، پس گرفته شود.

## واکنش‌ها

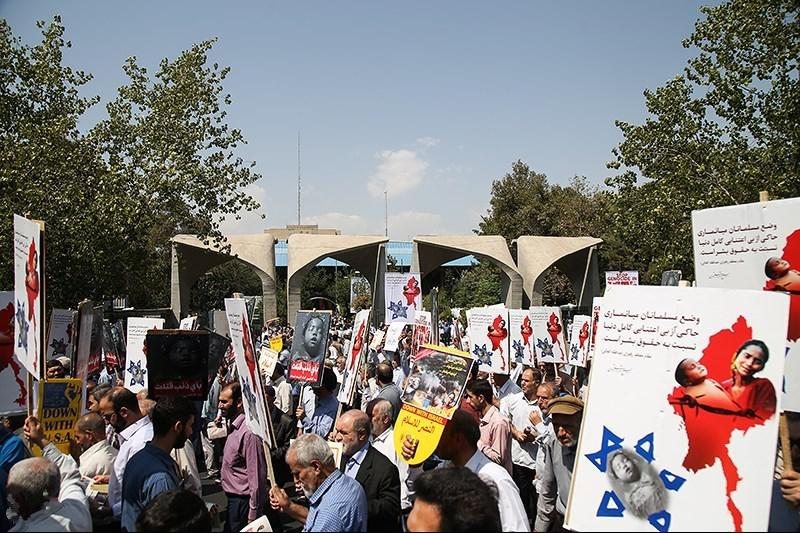
تظاهرات در تهران در حمایت از مسلمانان میانمار

- اتحادیه اروپا ضمن درخواست برای دسترسی کامل به اقلیت مسلمان روهینگیا به منظور ارسال کمک‌های بشردوستانه، از دولت میانمار خواست به بدرفتاری ضد مسلمانان پایان دهد.[۷]
- وزارت امور خارجه ایالات متحده آمریکا در این باره ابراز نگرانی کرد.[۱۲]
- دولت‌های  انگلستان،  فرانسه و  استرالیا به آنگ سان سوچی، رهبر دوفاکتوی میانمار تأکید کردند تا اقداماتی را برای توقف و اتمام این خشونت نظامی علیه مسلمانان انجام دهد.[۱۱]
- حسن روحانی، رئیس‌جمهور ایران، گفت: «دولت میانمار به جنایات وحشیانه علیه مسلمانان پایان دهد.»[۷]
- جبهه پایداری انقلاب اسلامی ضمن محکومیت نسل‌کشی مسلمانان میانماری، خواستار موضع جدی دولت‌های اسلامی در قبال این جنایت شد.[۱۳]
- محمدجواد ظریف، وزیر امور خارجه ایران، در توئیتی نوشت: «هیچ توجیهی برای ادامه نسل‌کشی مسلمانان روهینگیا وجود ندارد و باید پیش از آنکه خیلی دیر شود، وارد عمل شویم.»[۱۴]
- نذیر احمد حنیفی، نماینده مردم در مجلس نمایندگان افغانستان، «کشتار بی‌رحمانه مسلمانان در میانمار» را نمونه‌ای از نسل‌کشی‌ها و جنایات علیه بشریت دانست.[۷]
- مسلمانان فیلیپینی روز جمعه ۱۷ شهریور ۱۳۹۶ در حمایت از مسلمانان میانمار، در مقابل سفارتخانه میانمار در مانیل تظاهرات کردند.[۱۵]
- اسماعیل هنیه، رئیس دفتر سیاسی جنبش مقاومت اسلامی فلسطین حماس، خواستار توقف نسل‌کشی مسلمانان روهینگا شد.[۱۵]
- گروه طالبان با انتشار بیانیه‌ای این کشتار را محکوم کرد.[۷]
- کریستیا فریلند، وزیر امور خارجه کانادا، و مری کلاد بیبو، وزیر توسعه بین‌الملل کانادا، طی بیانیه مشترکی اقدامات خشونت‌آمیز علیه مسلمانان میانمار و نقض حقوق بشر در این منطقه را به شدت محکوم کردند.[۷]
- رجب طیب اردوغان، رئیس‌جمهوری ترکیه، این اقدام در میانمار را محکوم کرد.[۷]
- دولت مالزی این جنایت را محکوم کرد. همچنین تظاهرات‌هایی به همین دلیل در این کشور برگزار شد.[۱۶][۱۷]
- یانگ جیه‌چی وزیر امور خارجه چین از اقدامات دولت میانمار حمایت کرد و آن را در جهت «حفظ امنیت ملی» خواند.[۱۱]
- شیرین عبادی، توکل کرمان و مایدر مگوار، سه برنده جایزه نوبل صلح از ایران، یمن و ایرلند شمالی در سفری به بنگلادش از اردوگاه‌های پناهجویان روهینگیا بازدید کرده و دولت میانمار را مسبب این نسل‌کشی خوانده و خواهان مجازات آن شدند.[۱۸]

## اتهام نسل‌کشی
در ۲۴ اکتبر ۲۰۱۸ (۱۳۹۷/۸/۲) شورای امنیت سازمان ملل با رای مثبت فرانسه، بریتانیا و ایالات متحده آمریکا، دولت میانمار را به نسل‌کشی مسلمانان روهینگیا متهم کرد. مرزوقی داروسمان رئیس کمیته حقیقت‌یاب سازمان ملل در گزارشی به شورای امنیت، مقامات ارتش میانمار را به نسل‌کشی متهم کرد و از ۱۵ عضو شورای امنیت خواست که بمنظور برقراری عدالت دست به اقدام بزنند. وی در این جلسه گفت: «جنایت امروز هم در حال رخ دادن است و این نسل‌کشی مداومی است که در حال وقوع است.»
در این جلسه فرانسه، بریتانیا، ایالات متحده آمریکا و ۶ عضو دیگر به ارائه آن رای مثبت دادند. چین، روسیه و بولیوی رای منفی و اتیوپی، گینه استوایی و قزاقستان رای ممتنع دادند. چین و روسیه بارها تلاش کردند تا مانع برگزاری این جلسه شوند اما موفق نشدند.